# 烏沙科夫獎章
烏沙科夫獎章（俄语：Медаль Ушакова）是蘇聯及現俄羅斯聯邦的一項軍事獎章，以俄羅斯帝國海军上将費奧多爾·費奧多羅維奇·烏沙科夫命名。

## 歷史
烏沙科夫獎章由蘇聯最高蘇維埃在1944年3月設立；蘇聯解體後，根據1994年3月2日的總統令，此獎章及其設計繼續在俄羅斯聯邦使用，頒發章程曾分別在1999年1月6日和2010年9月7日根據總統令進行修訂 。

## 頒發
烏沙科夫獎章是頒發予在戰時和平時在蘇聯海域保護的海上邊界、危險的軍事任務中顯示勇氣和勇敢的蘇聯海軍水手、士兵、士官和軍官。由1944年到1991年蘇聯解體，烏沙科夫獎章一共被頒發過估計14,000至16,000次。

## 獎章外貌
烏沙科夫獎章是一塊直徑為36mm的圓形銀牌，邊緣凸起；獎章正面中心有烏沙科夫的浮雕半身像，上方有一行字“海軍上將★烏沙科夫”（俄語：АДМИРАЛ★УШАКОВ），獎章背面則有一個錨。烏沙科夫獎章的綬帶為一五邊形，中間有一條銀色的金屬鏈。